# Стефан Аллуан
Стефан Аллуан (фр. Stéphane Allouane, 6 лютого 1969) — французький професійний боксер, призер чемпіонату світу серед аматорів.

## Аматорська кар'єра
На чемпіонаті світу 1993 завоював бронзову медаль.
- В 1/8 фіналу переміг Тоакіпа Тасефа (Нова Зеландія) — RSCH 1
- У чвертьфіналі переміг Пола Дугласа (Ірландія) — 22-12
- У півфіналі програв Феліксу Савону (Куба) — RSC 2

На Середземноморських іграх 1993 завоював срібну медаль.

## Професіональна кар'єра
Дебютував на профірингу 1994 року. За весь час провів 11 боїв, в яких здобув 7 перемог.